# Herbario virtual
En Botánica, un herbario virtual es una página de internet basada en una colección de imágenes digitales de plantas preservadas o partes de plantas. Cada espécimen virtual está acompañado con la información de donde y de cuando fue recolectado, por quién, su nombre botánico correcto, y a menudo con información de las especies asociadas y con las preferencias ecológicas de desarrollo. 